# 시몬 페테르손
시몬 페테르손(스웨덴어: Simon Pettersson, 1994년 1월 3일~)은 스웨덴의 육상 선수로 주 종목은 원반던지기이다. 2020년 하계 올림픽에서 남자 원반던지기 종목 은메달을 획득했다.

## 경력
웁살라주 토보 출신이다. 어린 시절부터 축구, 탁구, 골프 등의 스포츠를 즐겼으며 7세 때 육상에 입문했다. 이후 10종 경기 선수로 활동하다가 2010년부터 본격적으로 원반던지기와 포환던지기 등 투척 종목 대회에 출전했다.
2013년부터 원반던지기에 집중했으며 그 해 7월에 이탈리아 리에티에서 열린 2013년 유럽 주니어 선수권 대회에서 13위에 올랐다. 2015년 5월에는 처음으로 원반던지기 개인 기록이 60m를 넘겼으며 같은 해 7월에는 에스토니아 탈린에서 열린 2015년 유럽 U-23 선수권 대회에 출전하여 58.05m의 기록으로 5위에 올랐다.
2017년에는 64.88m의 기록을 세우면서 개인 기록을 갱신했고 그 해 8월에 영국 런던에서 열린 2017년 세계 선수권 대회에 참가했다. 그는 60.39m으 기록으로 11위에 올랐다. 2018년 8월에는 독일 베를린에서 열린 2018년 유럽 선수권 대회에 참가했으며 64.55m의 기록으로 리투아니아의 안드류스 구주스, 대표팀 동료인 다니엘 스톨, 오스트리아의 루카스 바이스하이딩거의 뒤를 이어 4위라는 당시 자신의 국제 대회 최고 성적으로 대회를 마쳤다. 2019년에는 카타르 도하에서 열린 자신의 두 번째 세계 선수권 대회인 2019년 세계 선수권 대회에 참가했으며 63.72m의 기록으로 9위를에 올랐다.
2021년 7월 일본 도쿄에서 열린 2020년 하계 올림픽에 참가하면서 첫 올림픽 출전을 이뤘다. 그는 예선 B조에서 64.18m를 기록하면서 슬로베니아의 크리스티안 체흐의 뒤를 이어 조 2위로 결승에 진출했다. 결승에서는 67.39m를 기록하면서 대표팀 동료인 스톨의 뒤를 이어 은메달을 획득하면서 자신의 첫 메이저 국제 대회 메달을 올림픽 메달로 장식했다.
2022년 7월에는 미국 유진에서 열린 2022년 세계 선수권 대회에 참가했으며 67.00m의 기록으로 최종 5위에 올랐다. 8월에는 독일 뮌헨에서 열린 2022년 유럽 선수권 대회에 참가했으며 67.12m의 기록으로 리투아니아의 미콜라스 알레크나와 슬로베니아의 체흐, 영국의 로런스 오코예의 뒤를 이어 지난 대회와 마찬가지로 4위에 올랐다.
2023년 8월 헝가리 부다페스트에서 열린 2023년 세계 선수권 대회에 참가하여 62.53m의 기록으로 21위에 올랐다.